# Пакты Монклоа
Переход Испании к демократии. Пакты Монклоа - экономические и политические соглашения по борьбе с инфляцией и безработицей во время перехода Испании к демократии. Они были подписаны 15 октября 1977 года во Дворце Монклоа представителями основных профсоюзов — Всеобщий союз трудящихся (UGT, Всеобщий союз рабочих) и правительства.
Пакты Монклоа стали классическим примером компромисса между различными партиями на основе общенационального консенсуса для реализации общих задач в «переходном» обществе.
После смерти диктатора Франсиско Франко в 1975 году Испания столкнулась с необходимостью политических изменений. Страна была разделена на сторонников старого режима и тех, кто стремился к демократическим преобразованиям. В условиях политической нестабильности и экономических трудностей, необходимость в диалоге и компромиссе стала очевидной.

### Цель пактов
Сокращение внешнего дефицита и снижение инфляции. Суть экономической части пактов Монклоа составил компромисс: левые силы согласились с ограничением роста заработной платы до уровня инфляции, а правые — с проведением прогрессивной налоговой реформы. Были согласованы меры, позволяющие компаниям достаточно свободно увольнять рабочих. Со своей стороны, правительство обязалось улучшить государственную систему соцобеспечения и ввести в действие профсоюзные права и свободы в соответствии с основными конвенциями Международной организации труда. Политическая часть пактов Монклоа предусматривала установление парламентского контроля над средствами массовой информации, пересмотр уголовного и военного кодексов в сторону их смягчения, разработку ряда законопроектов, определяющих новый, менее жёсткий порядок проведения собраний и манифестаций, демократизацию закона об общественном порядке, реорганизацию сил общественной безопасности. 

### Подписание Пакта
Пакт Монклоа был подписан 25 октября 1977 года в резиденции премьер-министра Адольфо Суареса. В переговорах участвовали представители различных политических партий, включая Социалистическую партию Испании (PSOE), Коммунистическую партию Испании (PCE) и другие. Основной целью Пакта было создание стабильной политической системы, которая могла бы обеспечить переход к демократии и экономическому восстановлению.

### Основные положения Пакта
Пакт Монклоа включал несколько ключевых аспектов:
Политические реформы: Участники согласились на необходимость проведения свободных выборов и создания новой конституции.
Экономические меры: Пакт предусматривал совместные усилия по борьбе с инфляцией и безработицей, а также поддержку социального обеспечения.
Социальный диалог: Участники обязались к сотрудничеству между правительством, профсоюзами и работодателями для достижения социальной стабильности.

### Влияние Пакта на демократические преобразования
Пакт Монклоа стал основой для принятия Конституции Испании в 1978 году, которая закрепила демократические принципы и права граждан. Он также способствовал укреплению политической стабильности и созданию многопартийной системы, что стало важным шагом на пути к интеграции Испании в Европейское
Процесс перехода страны от диктатуры Франсиско Франко к парламентской демократии в форме конституционной монархии. Считается, что переходный период начался со смерти Франко 20 ноября 1975 года, в то время как его завершением в разных источниках считаются принятие испанской Конституции 1978 года, провал попытки государственного переворота 23 февраля 1981 года или победа на выборах Испанской социалистической рабочей партии 28 октября 1982 года.